# Asesinato de Dorothy Jane Scott
Dorothy Jane Scott (McKeesport, Pensilvania; 23 de abril de 1948 - desaparecida en Anaheim, California; 28 de mayo de 1980) era una mujer estadounidense que desapareció el 28 de mayo de 1980 en Anaheim (California). Había llevado a dos compañeros de trabajo al hospital después de que uno de ellos fuera picado por una araña. Mientras esperaban a que les dispensaran la receta, Scott fue a buscar su coche para acercárselo. Al rato, el vehículo de Scott se acercó hacia ellos, pero lejos de pararse, se alejó a toda velocidad, deslumbrando con los faros, por lo que no se pudo determinar quién lo conducía. Horas más tarde, al no tener noticias de ella, se denunció su desaparición. En los meses previos, Scott había estado recibiendo llamadas anónimas de un hombre que, según se informa, la acosaba y había amenazado con encontrarla a solas y «cortarla en pedazos para que nadie la encontrara jamás».
En junio de 1980, un hombre llamó a The Orange County Register, un periódico local que había publicado una noticia sobre la desaparición, y afirmó que había matado a Scott. La policía cree que la persona que llamó era su asesino. Entre 1980 y 1984, la madre de Scott, Vera, también recibió llamadas telefónicas de un hombre que afirmaba tener a Scott o haberla matado. Sin embargo, ninguna de las llamadas pudo ser rastreada, ya que la persona que llamaba no permanecía en línea el tiempo suficiente. En agosto de 1984, se encontraron restos parciales que más tarde se identificaron como los de Scott. No se logró detener a nadie relacionado con el caso.

## Antecedentes
Dorothy Scott era una madre soltera que vivía en Stanton (California), con su tía y su hijo de cuatro años. Era secretaria de dos tiendas de Anaheim de propiedad conjunta, una que vendía artículos psicodélicos (es decir, collares hippies o lámparas de lava) y la otra en un dispensador de cannabis. Sus compañeros de trabajo y amigos dijeron que prefería quedarse en casa, era una cristiana devota y no bebía ni consumía drogas. Sus padres, que vivían en Anaheim, cuidaban a su nieto mientras ella trabajaba. El padre de Scott, Jacob, dijo que su hija podía haber salido con alguien en alguna ocasión, pero que, por lo que sabía la familia, no tenía novio estable.
Meses antes de su secuestro, Scott había estado recibiendo extrañas llamadas telefónicas en el trabajo de un hombre no identificado. El autor de las llamadas alternaba entre profesarle su amor y amenazarla de muerte. La madre de Scott relató: «Un día llamó y le dijo que saliera porque tenía algo para ella. Ella salió y había una sola rosa roja muerta en el parabrisas de su coche». La madre de Scott dijo que una llamada horrorizó especialmente a su hija. Según se informa, el hombre le dijo a Scott que la encontraría a solas y «la cortaría en pedazos para que nadie la encontrara jamás». Debido a las llamadas, Scott comenzó a considerar la compra de una pistola; aproximadamente una semana antes de su desaparición, comenzó a tomar clases de karate.

## Acontecimientos
A las 21 horas del 28 de mayo de 1980, Scott estaba en una reunión de empleados en el trabajo. Notó que su compañero de trabajo Conrad Bostron no tenía buen aspecto y tenía una marca roja en el brazo. Ella y otra compañera de trabajo, Pam Head, abandonaron la reunión de empleados para llevar a Bostron a la sala de urgencias del Centro Médico de la Universidad de California en Irvine. De camino al hospital, se detuvieron en la casa de los padres de Scott para ver cómo estaba su hijo. También se cambió la bufanda negra por una roja. En el hospital, el personal médico determinó que Bostron había sufrido la picadura de una araña viuda negra y lo trató; Head dijo que ella y Scott permanecieron en la sala de espera de urgencias. Según Head, Scott no se apartó de su lado en ningún momento.
Bostron fue dado de alta alrededor de las once de la noche y le recetaron un medicamento. Scott se ofreció a llevarle el coche a la salida; ella no quería que Bostron caminara demasiado en su estado, ya que todavía no se encontraba bien. Head dijo que Scott fue al baño brevemente antes de dirigirse al aparcamiento. Head y Bostron recogieron la receta y esperaron a Scott en la salida; cuando no la vieron aparecer al cabo de unos minutos, salieron al aparcamiento de urgencias. De repente, vieron el coche de Scott acercándose a toda velocidad; los faros les deslumbraron, por lo que no pudieron ver quién iba al volante. Agitaron los brazos para llamar la atención de Scott, pero el coche pasó a toda velocidad y giró bruscamente a la derecha para salir del aparcamiento. Al principio, ambos pensaron que Scott tenía una emergencia con su hijo. Unas horas más tarde, al no saber nada de ella, Head y Bostron denunciaron la desaparición de Scott. Aproximadamente a las 4:30 horas de la madrugada del 29 de mayo, el coche de Scott, una camioneta Toyota blanca de 1973, fue encontrado en llamas en un callejón a unos 16 km del hospital. Ni ella ni su supuesto secuestrador se encontraban en las inmediaciones.

## Descubrimiento de los restos
El 6 de agosto de 1984, un trabajador de la construcción descubrió huesos de perro y humanos uno al lado del otro, a unos 10 metros de Santa Ana Canyon Road. Los huesos estaban parcialmente carbonizados y las autoridades creyeron que llevaban allí dos años, ya que en 1982 un incendio forestal había «arrasado la zona». También se encontraron un anillo de turquesa y un reloj. La madre de Scott dijo que el reloj se había detenido a las 0:30 horas del 29 de mayo, aproximadamente una hora después de que Head y Bostron vieran por última vez el vehículo de Scott. El 14 de agosto, los huesos fueron identificados como los de Scott gracias a los registros dentales. La autopsia no pudo determinar la causa de la muerte. El 22 de agosto se celebró un funeral.

## Llamadas telefónicas misteriosas
Aproximadamente una semana después de la desaparición de Scott, sus padres, Jacob y Vera, recibieron una llamada telefónica de un hombre no identificado que dijo: «La tengo» y colgó. El mismo hombre llamaba «casi todos los miércoles por la tarde» y decía que tenía a Dorothy o que la había matado. Las llamadas solían ser breves y se producían normalmente cuando Vera estaba sola en casa. En abril de 1984, el hombre llamó por la noche; Jacob contestó y las llamadas cesaron. Tras el hallazgo de los restos de Scott en agosto de 1984, la familia volvió a recibir llamadas. La policía instaló una grabadora de voz en la residencia de los Scott. Sin embargo, no pudieron rastrear las llamadas porque el hombre nunca permanecía en línea el tiempo suficiente.
El 12 de junio de 1980 salió a la luz un posible motivo del asesinato de Scott. Un hombre no identificado llamó a la recepción del diario The Orange County Register, que ese día había publicado una noticia sobre el caso. Un editor jefe dijo a la policía que el hombre había dicho: «Yo la maté. Yo maté a Dorothy Scott. Era mi amor. La pillé engañándome con otro hombre. Ella negó tener a otra persona. La maté». El editor dijo que la persona que llamó sabía que Conrad Bostron había sufrido una picadura de araña la noche del 28 de mayo. También sabía que Scott llevaba un pañuelo rojo; ella había cambiado su pañuelo negro por uno rojo después de la reunión de empleados. Ninguno de estos detalles se había publicado en el artículo del 12 de junio. La persona que llamó también afirmó que Scott le había llamado desde el hospital esa noche. Pam Head refutó esa afirmación, diciendo que había estado con Scott todo el tiempo y que ella no había hecho ninguna llamada telefónica. Los investigadores creen que la persona anónima que llamó fue la responsable de la muerte de Scott.